# 2MASS J04285096-2253227
2MASS J04285096-2253227 ist ein Brauner Zwerg im Sternbild Eridanus. Er wurde 2003 von Tim R. Kendall et al. entdeckt. Er gehört der Spektralklasse L1 an.